# Pain d'épices appenzellois
Le pain d'épices appenzellois (également appelé Biberli ou Bärli-Biber) est un gâteau épicé au miel, spécialité du Canton d'Appenzell en Suisse. Ce gâteau est habituel dans tous les commerces de Suisse.